# Enrique Labrador Ruiz
Enrique Labrador Ruiz (Sagua la Grande, 1902 – Miami, 10 novembre 1991) è stato un giornalista e scrittore cubano.

## La vita
Enrique Labrador Ruiz nasce nel 1902 in una località di Las Villas (regione di Cuba). Nelle sue opere si nota un'impronta originale e bizzarra, conferita principalmente da una fantasia sfrenata e dalla mano abile di uno scrittore in qualche modo surrealista.
Si spegnerà a Miami, in Florida, nel 1991.

## Le opere
Dopo un periodo di accentuato avanguardismo, la sua produzione letteraria si consolida con i "romanzetti nebbiosi" di Carne de quimera (Carne di chimera, 1947), il deformato ritratto di un piccolo paese de La sangre hambienta (Il sangue affamato, 1950) e i racconti vernacoli di Yo no invento nada (Io non invento nulla, 1955). Da tener presenti sono i suoi libri di saggi Manera de vivir (Maniera di vivere, 1941) e El pan de los muertos (Il pane dei morti, 1958).

## Opere di maggior rilevanza in ordine cronologico
- Laberinto, 1933;
- Cresival, 1936;
- Anteo, 1940;
- Manera de vivir, 1941;
- Carne de quimera, 1947;
- La sangre hambienta, 1950;
- Yo no invento nada, 1955;
- El pan de los muertos, 1958.

## Premi e riconoscimenti
Nel 1950, Ruiz ha ricevuto il Premio Nacional de Literatura (Premio Nazionale per la Letteratura) per il romanzo La sangre hambienta.